# Théâtre du Châtelet
Pour les articles homonymes, voir Châtelet.
Le théâtre du Châtelet est un théâtre situé place du Châtelet dans le 1er arrondissement de Paris, inauguré en 1862. Placé sous la direction d'Olivier Py depuis 2023, il programme des comédies musicales, des opéras, des concerts classiques, du jazz, des récitals et de la danse. Il a accueilli de 2002 à 2016 la cérémonie des César du cinéma. Le théâtre du Châtelet est membre du Réseau européen pour la sensibilisation à l'opéra et à la danse (RESEO).
Le théâtre du Châtelet est inscrit au titre des monuments historiques le 14 novembre 1979.

## Histoire

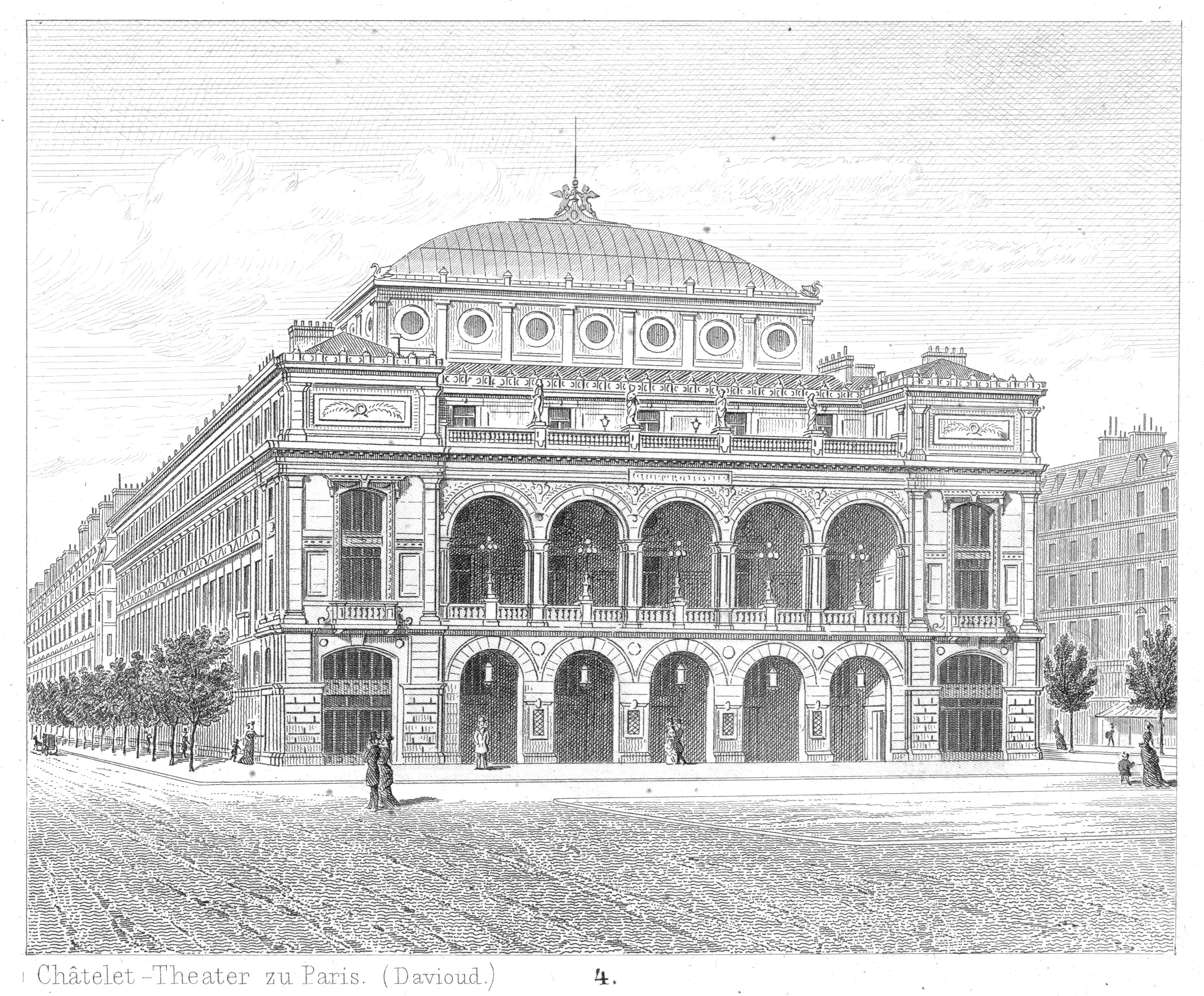
Le théâtre en 1875.

### AuXIXesiècle
Le théâtre impérial du Châtelet est construit entre 1856 et 1862 par Gabriel Davioud à la demande de Napoléon III et de son préfet de la Seine, le baron Haussmann, à la même époque que l'actuel théâtre de la Ville qui lui fait face de l'autre côté de la place du Châtelet, aménagée à l'emplacement de l'ancienne forteresse du Grand Châtelet, qui servit de prison et de tribunal sous l'Ancien Régime, et qui fut détruit en 1808 durant le règne de Napoléon Ier. La construction, entreprise dans le cadre des transformations de Paris sous le Second Empire, entraîne la suppression de plusieurs voies publiques : rue Pierre-à-Poisson, rue de la Saunerie, rue de l'Arche-Pépin et une partie de la rue Saint-Germain-l'Auxerrois. Deux nouvelles voies sont percées pour encadrer le bâtiment : l'actuelle rue Édouard-Colonne et l'avenue Victoria.
En effet, un décret impérial du 29 août 1857 déclare d’utilité publique le percement du boulevard du Prince-Eugène, qui réunit l’ancienne place du Château-d'Eau à la place du Trône. Cette décision entraîne la destruction des théâtres qui jalonnaient la partie nord du boulevard du Temple. L'intention de ce projet de la part du préfet de la Seine avait pour objectif de mettre fin aux spectacles de mélodrames et de détruire par la même occasion ces affreux bouis-bouis du boulevard du Temple où s’entassait un public populaire, afin de les remplacer par des théâtres plus spacieux et plus confortables, dans un quartier résidentiel. De fait, la plupart des petits théâtres n'ont pas survécu à cette expropriation. Les trois plus importants furent privilégiés par la ville de Paris : le théâtre de la Gaîté pour lequel on construisit une nouvelle salle, square des Arts-et-Métiers ; le Théâtre-Lyrique et l’ancien théâtre du Cirque Impérial, pour lesquels Davioud édifia les deux théâtres de la place du Châtelet.
Le théâtre comptait alors 2 500 places et était utilisé pour des représentations théâtrales. Il est inauguré le 19 avril 1862, en présence de l'Impératrice, avec Rothomago de d'Ennery, Clairville et Monnier. Sur son plafond figurent neuf cartouches, chacun comportant l'un des mots suivants : danse, opéra, féerie, musique, drame, tragédie, comédie, vaudeville et pantomime.

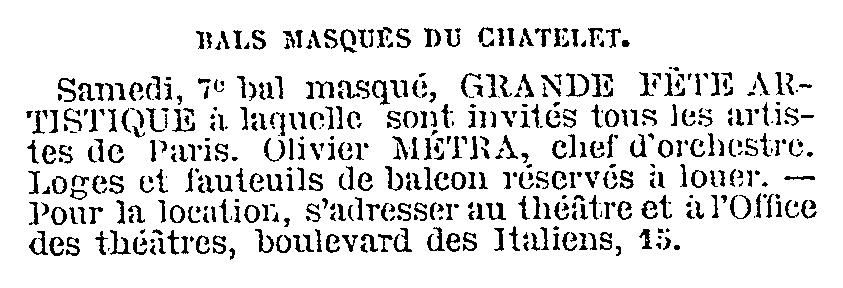
Annonce du 7e bal masqué du Carnaval de Paris 1868-1869, donné le 6 février 1869, avec Olivier Métra.

À l'époque, comme dans d'autres salles de spectacles parisiennes, telles l'Opéra ou le théâtre de la Renaissance, des bals masqués y sont organisés durant le Carnaval de Paris. La période de celui-ci s'ouvre chaque année le 11 novembre, jour de la Saint Martin.
Après 1871, Hippolyte Hostein prend la direction du Châtelet, il appelle Eugène Castellano comme administrateur. Il imagine les billets à prix réduit. On payait une somme minime aux places les plus chères, en vertu de certaines combinaisons qui échappaient au public. Au Châtelet, il reprend Le Voyage dans La Lune et remonte Rothomago et Les Sept châteaux du Diable, jouée pendant l'Exposition universelle de 1878. Il monte également au Châtelet La Vénus Noire et Le Beau Solignac, puis cède le théâtre à Émile Rochard, qui était son secrétaire depuis sept ans.

### AuXXesiècle
Au début du XXe siècle, la programmation du théâtre s'ouvre à l'opérette, au ballet, à des concerts de musique classique et populaire, et même, pour un temps, à des projections cinématographiques.
En 1907, le théâtre possède 3 600 places. M. Fontaines en est le directeur, Georges Bégusseau le secrétaire-général et Henri Prévost le directeur de la scène. Le prix des places va de 72 francs (loges à salon) à 1 franc (troisième amphithéâtre). Les loges sont reliées au buffet par des sonneries électriques.
La danse tient au XXe siècle une place particulière dans la programmation : le Châtelet accueille des compagnies internationales comme les Ballets russes de Sergei Diaghilev en 1909, avec notamment les danseurs Vaslav Nijinski, Anna Pavlova, Tamara Karsavina, Michel Fokine du ballet du théâtre Mariinsky. Il a vu la création le 22 mai 1911 du Martyre de saint Sébastien de Claude Debussy et Gabriele D'Annunzio (écrit pour Ida Rubinstein), de Petrouchka de Stravinsky le 13 juin 1911, La Péri de Paul Dukas le 22 avril 1912, L'Après-midi d'un faune de Nijinski (sur la musique de Debussy) le 29 mai 1912, celle de Daphnis et Chloé de Ravel le 8 juin 1912 ou encore celle de Parade de Satie et Cocteau le 18 mai 1917.
Au pupitre, le théâtre accueille de nombreux compositeurs et chefs d'orchestre étrangers, comme Tchaïkovski, Mahler et Richard Strauss.
À partir de 1929, le théâtre du Châtelet va devenir le temple de l'opérette à grand spectacle sous la direction de Maurice Lehmann. De nombreux succès y vont être créés comme Nina Rosa (1931) avec André Baugé, L’Auberge du Cheval-Blanc (1948, 1953, 1960 et 1968), Valses de Vienne (1943, 1957, 1964 et 1974), Les Chasseurs d'image (1946), La Maréchale Sans-Gêne (1948), Pour Don Carlos (1950) avec Georges Guétary, Annie du Far West (adapté en 1950) avec Marcel Merkès  et Paulette Merval Lily Fayol[Quoi ?], Le Chanteur de Mexico (1951) qui reste un millier de fois à l'affiche avec Luis Mariano et Rudy Hirigoyen  sa doublure, La Toison d'or (1954) avec André Dassary, Méditerranée (1956) avec Tino Rossi, Rose de Noël (1957) avec André Dassary, Le Secret de Marco Polo (1958) avec Luis Mariano, La Polka des lampions (1961) et Monsieur Carnaval (1965) avec Georges Guétary et Jean Richard. Maurice Lehmann fait appel à des compositeurs tels que Siegmund Romberg, Henri Christiné, Maurice Yvain, Pierre Petit, Francis Lopez, Henri Betti, Jean-Michel Damase, Gérard Calvi et Charles Aznavour. Son successeur, Marcel Lamy, ancien directeur de l'Opéra-Comique, produit les deux dernières opérettes de Luis Mariano, Le Prince de Madrid (1967) et La Caravelle d'or (1969). Après des moments incertains, le Châtelet se renouvelle avec le succès, pendant plus de 600 représentations, de Gipsy, dirigé par André Martial (1972) puis Volga (1976) de Francis Lopez avec José Todaro. Le théâtre reçoit également les concerts de Barbara dans les années 1980 et 1990.

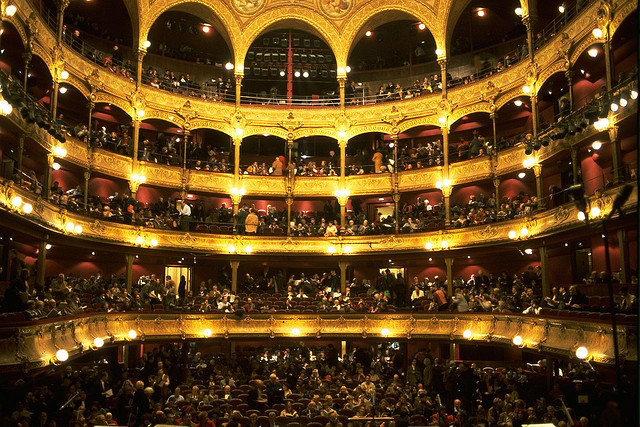
La salle du Châtelet.

En 1979, la direction est reprise par la Ville de Paris, propriétaire du bâtiment. Après une profonde rénovation, il rouvre en 1980 sous le nom de théâtre musical de Paris, avec une jauge de 2 008 places et à sa tête Jean-Albert Cartier. L'opérette n'est pas oubliée et on y produit La Vie parisienne, La Veuve joyeuse, La Chauve-Souris et La Fille de madame Angot. Des saisons d'opéra s'y succèdent avec notamment des cycles Verdi, russe, Wagner avec des artistes de renommée internationale. L'acoustique est repensée en 1989, le rideau de scène est peint par Gérard Garouste, et la salle reprend le nom de théâtre du Châtelet.
Stéphane Lissner, son directeur de 1988 à 1999, fait de nouveau améliorer l'acoustique et la visibilité. Il renoue avec la tradition de création et d'innovation du début du XXe siècle. Il fidélise des artistes, Patrice Chéreau, Pierre Boulez, Daniel Barenboïm, William Forsythe, Robert Wilson et des orchestres en résidence l'orchestre de Paris et l'orchestre philharmonique de Radio France (les deux formations s'installeront en septembre 2006 à la salle Pleyel). Le Philharmonia Orchestra, de Londres, y prend résidence chaque année depuis 1992.

### AuXXIesiècle

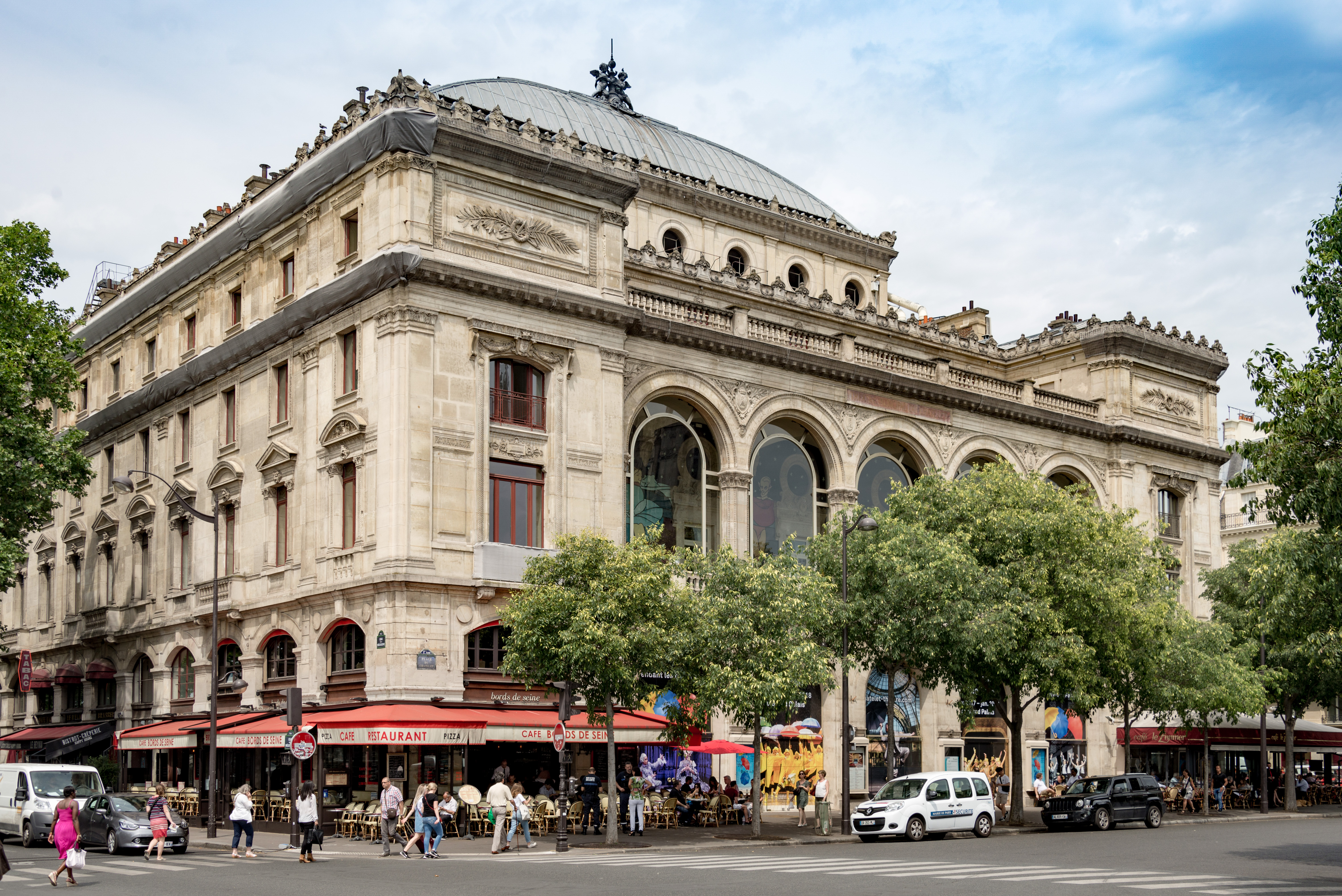
La façade du théâtre en 2017 avant la rénovation.

Jean-Pierre Brossmann est nommé directeur en 1999. À son tour il fidélise des chefs, John Eliot Gardiner, Simon Rattle, Kent Nagano, des chanteurs, Jessye Norman, Thomas Hampson, Felicity Lott. Lors de la première saison, il présente Trois Sœurs de Peter Eötvös. En 2002, Jessye Norman interprète Erwartung de Arnold Schoenberg. En 2003, la production des Troyens de Berlioz est un évènement. Offenbach fait son retour au Châtelet dans deux nouvelles productions signées du duo Marc Minkowski-Laurent Pelly : La Belle Hélène et La Grande-duchesse de Gérolstein. À partir de 2002, le théâtre du Châtelet accueille les cérémonies de remise des César du cinéma, succédant ainsi au théâtre des Champs-Élysées.
À partir de 2006, la nouvelle direction de Jean-Luc Choplin s'ouvre avec une nouvelle production du Chanteur de Mexico, 55 ans après sa création. Quelques jours auparavant l'ensemble du théâtre est ouvert au public pour Québec_numériQ, un événement mêlant installations et performances d’artistes québécois (commissaire : Richard Castelli), qui dépasse les 8000 entrées en une soirée.
Il met à l'honneur l'âge d'or du musical américain et notamment les œuvres du compositeur Stephen Sondheim, dont les six représentations de A Little Night Music en février 2010 ont été données à guichet fermé. Parmi les autres comédies musicales mises en scène, The Sound of Music, Carousel et The King and I de Richard Rodgers et Oscar Hammerstein II, Kiss me, Kate de Cole Porter et My Fair Lady de Frederick Loewe et Alan Jay Lerner (la dernière en coproduction avec le théâtre Mariinsky de Saint-Pétersbourg).
Jean-Luc Choplin fait appel à des artistes contemporains tels que le plasticien russe Oleg Kulik (Les Vêpres de la Vierge de Claudio Monteverdi, Le Messie de Haendel), le vidéaste Pierrick Sorin (La pietra del paragone de Gioacchino Rossini, Pastorale de Gérard Pesson et Pop'Pea, version pop de L'incoronazione di Poppea), le réalisateur David Cronenberg pour l'adaptation de son film La Mouche en opéra composé par Howard Shore, le metteur en scène Robert Wilson (La Passion selon saint Jean de Jean-Sébastien Bach).
Le Châtelet présente des créations d'œuvres originales : Monkey, Journey to the West de Damon Albarn, Bintou Wéré, un opéra du Sahel de Zé Manel Fortes, Koulsy Lamko et Wasis Diop, Le Verfügbar aux Enfers de Germaine Tillion. La salle accueille également des stars de la pop : Sting le 18 novembre 2008 (Songs from a Labyrinth sur des poèmes de John Dowland), Muse le 8 septembre 2009.

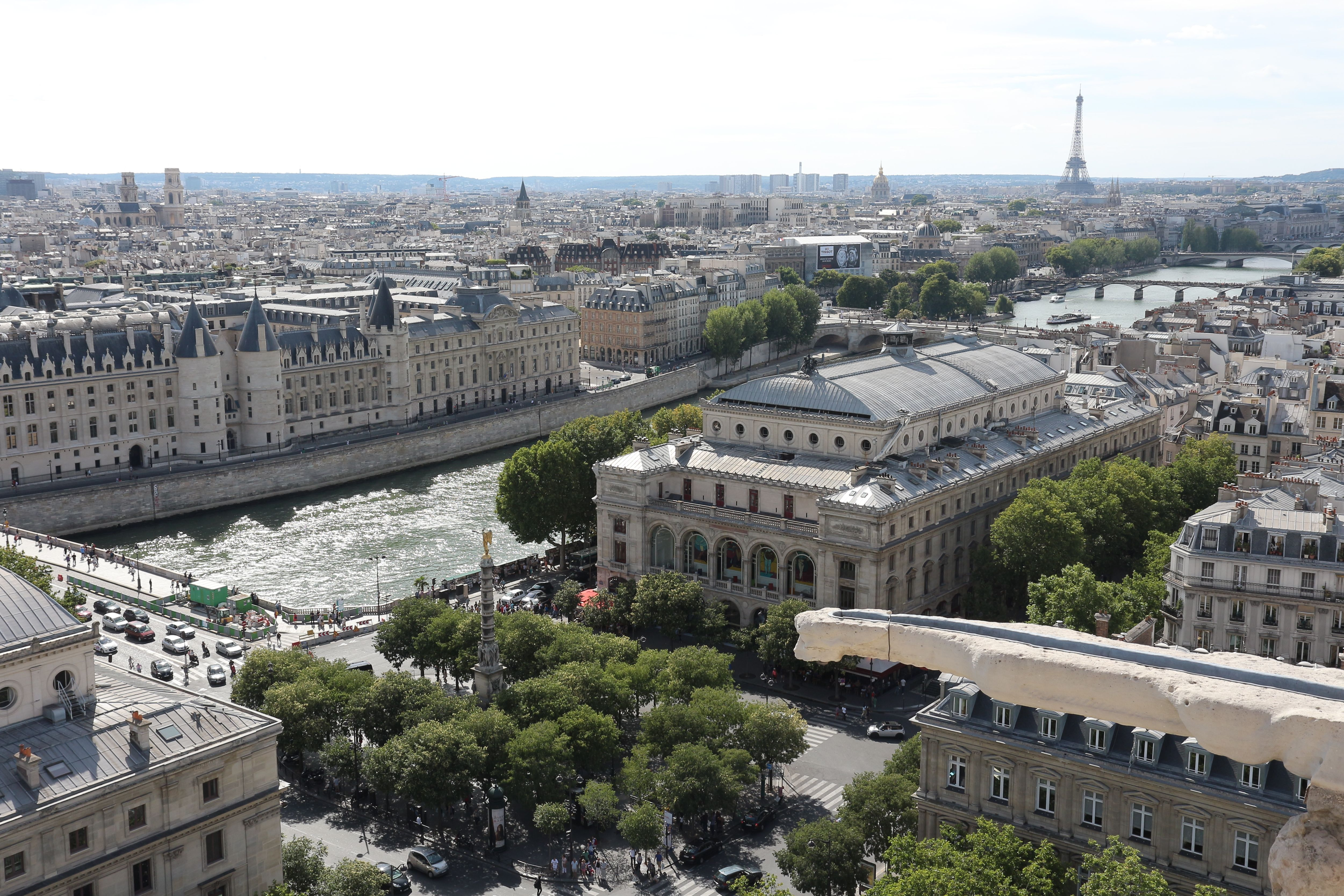
Le théâtre vu depuis le sommet de la tour Saint-Jacques.

Jean-Luc Choplin crée en 2010 une nouvelle série de concerts : Concert Tôt, Concert Tea à destination des familles avec des œuvres de Beethoven, Duke Ellington, Igor Stravinsky, Mozart et des thématiques telles que le cirque, le tango, le Jazz Nouvelle-Orléans, le ballet classique et le baroque.
La salle a été le cadre du concert final de l'orchestre du Bolchoï à Paris, dans le film Le Concert avec Alexeï Gouskov et Mélanie Laurent.

### Depuis 2017
En 2017, le théâtre entame une période (2017-2021) de travaux de rénovation et de mise aux normes, d'un coût de 35 millions d'euros. Ruth Mackenzie et Thomas Lauriot-dit-Prévost prennent la direction, à la suite de Jean-Luc Choplin. Le 28 août 2020, Ruth Mackenzie est renvoyée par le théâtre du Châtelet, Thomas Lauriot-dit-Prévost assure depuis la direction de l'institution,.
En février 2023, l'auteur et metteur en scène Olivier Py est nommé à la direction du théâtre par la maire de Paris, Anne Hidalgo. Il aura la charge, selon la presse, de « le sortir de son cul-de-sac invraisemblable, et d’en faire véritablement ce théâtre musical, populaire, de qualité, largement ouvert au public, jusqu’à ce qu’on oublie totalement (...) dans quel piteux état il macère depuis 2017 ».
Sa nomination est jugée « surprenante » et suscite des critiques au sein du comité de sélection, car Anne Hidalgo est « passée en force » pour imposer son choix face aux deux candidatures féminines initialement retenues, ce qui, selon Alice Coffin, « relève autant de l’arbitraire que du sexisme très particulier du monde culturel et politique ». Valérie Chevalier, directrice de l'Opéra Orchestre national de Montpellier et candidate évincée, dénonce un « simulacre » démocratique et regrette qu'Anne Hidalgo ait « bafoué le cadre qu’elle a choisi ».
L'idée d'un rapprochement avec le Théâtre de la Ville est actée, au travers d'une association loi de 1901 nommée « Place des théâtres », « dont l’objet serait de réunir le Théâtre de la Ville et le Châtelet pour travailler en synergie tant dans la programmation artistique que dans la gestion des budgets », selon Olivier Py. Libération estime qu'on « peut s’étonner qu’Olivier Py mentionne la future association Place des théâtres dans un entretien publié sur le site de Télérama à l’instant même de la divulgation de sa nomination, alors que les deux candidates finalistes ignoraient son existence ».

## Accès
Le théâtre du Châtelet est accessible par les stations de métro Châtelet et Hôtel de Ville des lignes 1, 4, 7, 11 et 14.

## Voies absorbées lors de la construction
Parmi les voies absorbées par la construction du théâtre du Châtelet se trouvaient :
- la partie de la rue Saint-Germain-l'Auxerrois située entre la rue Saint-Denis et la rue des Lavandières-Sainte-Opportune ;
- la rue de la Saunerie ;
- la rue Pierre-à-Poisson.